# Neptunustemplet
Neptunustemplet (latin: Aedes Neptuni) var ett tempel i närheten av Circus Flaminius på södra Marsfältet i antikens Rom. Det var invigt åt havsguden Neptunus. Det har inte klarlagts när templet byggdes men förmodligen var det omkring år 30 f.Kr. Livius nämner ett altare invigt åt Neptunus (ara Neptuni) från år 206 f.Kr. och man tror att detta altare ersattes av ifrågavarande tempel.
Neptunustemplet uppfördes på initiativ av Gnaeus Domitius Ahenobarbus och han uppdrog åt skulptören Skopas att utföra reliefer visande Neptunus, Thetis och Akilles omgivna av nereider, tritoner och havsvarelser. Några av dessa reliefer ingår i en monumental fris – benämnd Domitius Ahenobarbus altare – som kommer från Neptunustemplet.